# Mistrzostwa Świata w Lekkoatletyce 1987 – bieg na 10 000 m mężczyzn

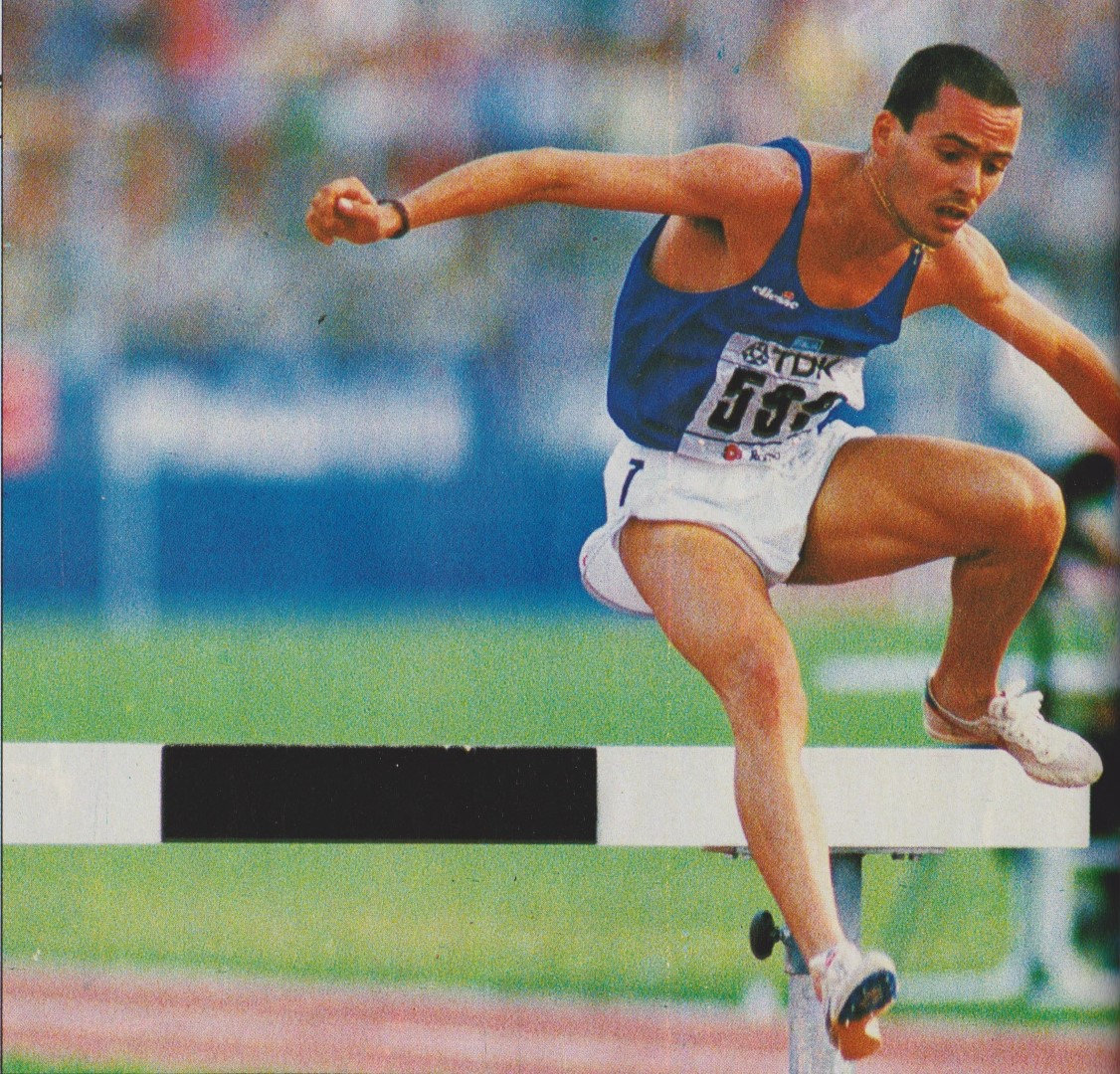
Wicemistrz świata Francesco Panetta

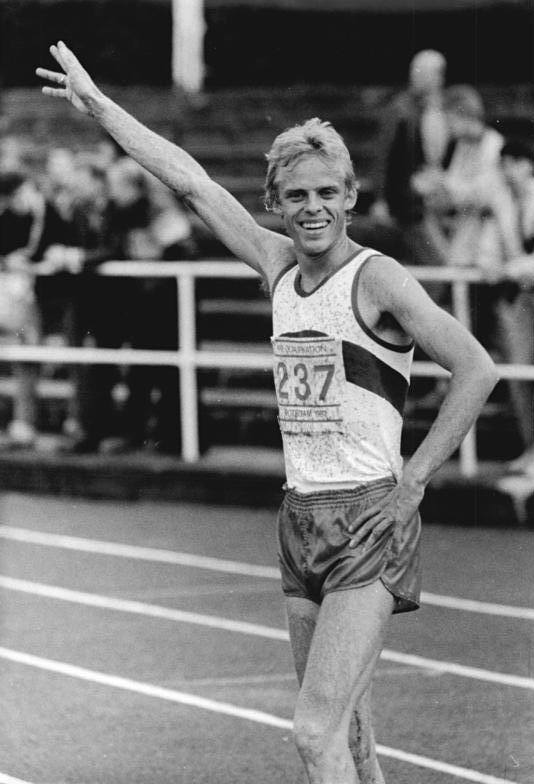
Brązowy medalista Hansjörg Kunze

Bieg na 10 000 metrów mężczyzn – jedna z konkurencji biegowych rozgrywanych podczas lekkoatletycznych mistrzostw świata w 1987 na Stadionie Olimpijskim w Rzymie.
Zwycięzcą został Paul Kipkoech z Kenii. Tytułu zdobytego na poprzednich mistrzostwach nie bronił Alberto Cova z Włoch.

## Terminarz
| Data        |       |
| ----------- | ----- |
| 29 sierpnia | Finał |

## Rekordy
|                          | Zawodnik        | Wynik    | Miejsce   | Data                 |
| ------------------------ | --------------- | -------- | --------- | -------------------- |
| Rekord świata            | Fernando Mamede | 27:13,81 | Sztokholm | 2 lipca 1984(dts)    |
| Rekord mistrzostw świata | Fernando Mamede | 27:45,54 | Helsinki  | 9 sierpnia 1983(dts) |

## Wyniki

### Finał
| Poz. | Imię i nazwisko    | Narodowość        | Wynik    | Uwagi |
| ---- | ------------------ | ----------------- | -------- | ----- |
| 1    | Paul Kipkoech      | Kenia             | 27:38,63 | CR    |
| 2    | Francesco Panetta  | Włochy            | 27:48,98 |       |
| 3    | Hansjörg Kunze     | NRD               | 27:50,37 |       |
| 4    | Arturo Barrios     | Meksyk            | 27:59,66 |       |
| 5    | Steve Binns        | Wielka Brytania   | 28:03,08 |       |
| 6    | Martin Vrábeľ      | Czechosłowacja    | 28:05,59 |       |
| 7    | Spyros Andriopulos | Grecja            | 28:07,17 | [ 2 ] |
| 8    | Steve Plasencia    | Stany Zjednoczone | 28:11,38 |       |
| 9    | Jean-Louis Prianon | Francja           | 28:19,47 |       |
| 10   | Rolando Vera       | Ekwador           | 28:20,24 |       |
| 11   | Ezequiel Canário   | Portugalia        | 28:28,24 |       |
| 12   | Mats Erixon        | Szwecja           | 28:29,08 |       |
| 13   | Paul Arpin         | Francja           | 28:29,21 |       |
| 14   | Zhang Guowei       | Chiny             | 28:30,00 |       |
| 15   | Jon Solly          | Wielka Brytania   | 28:31,97 |       |
| 16   | Salvatore Antibo   | Włochy            | 28:37,77 |       |
| 17   | Markus Ryffel      | Szwajcaria        | 28:34,58 |       |
| 18   | Brian Sheriff      | Zimbabwe          | 28:34,96 |       |
| 19   | Paul McCloy        | Kanada            | 28:41,89 |       |
| 20   | Kozu Akutsu        | Japonia           | 28:45,89 |       |
| 21   | Ed Eyestone        | Stany Zjednoczone | 29:00,33 |       |
| 22   | Some Muge          | Kenia             | 29:06,40 |       |
| 23   | Haji Bulbula       | Etiopia           | 29:10,45 |       |
| 24   | Wodajo Bulti       | Etiopia           | 29:17,09 |       |
| 25   | Habib Romdhani     | Tunezja           | 29:21,35 |       |
| 26   | John Treacy        | Irlandia          | 29:22,14 |       |
| –    | Martti Vainio      | Finlandia         | DNF      |       |
| –    | Paul Williams      | Kanada            | DNF      |       |
| –    | Gerard Donakowski  | Stany Zjednoczone | DNS      |       |
| –    | Gerhard Hartmann   | Austria           | DNS      |       |